# Oliver Kern (Schriftsteller)
Oliver Kern (* 7. November 1968 in Esslingen am Neckar) ist ein deutscher Schriftsteller. Er schreibt auch unter den Pseudonymen "Mark Neustädter", "Luis Sellano" und "Max Korn". Kern wohnt mit seiner Familie in der Region Stuttgart.

## Leben
Kern schrieb 2007 seinen ersten Roman, der Durchbruch gelang ihm jedoch erst 2013, als er „Die Kälte in dir“ herausbrachte. Dieser Roman war der erste in seiner neuen Thriller-Serie. Die Lissabon-Krimis verfasste Kern seit 2016 unter dem Pseudonym „Luis Sellano“. Diesen hat er aus einem der beliebtesten Vornamen Portugals und einer Ortschaft in Italien zusammengesetzt. Ein weiteres Pseudonym von ihm ist seit 2015 „Mark Neustädter“. 2021 startete er unter dem Pseudonym „Max Korn“ die Thriller-Serie „Talberg“, was an die Ortschaft Thalberg im Bayerischen Wald angelehnt ist.
Er arbeitet im Marketing des Verkehrsverbundes Stuttgart.

## Werke

### Einzelwerke
- Die steinernen Drachen. Donny-Stieven-Verlag, Berlin 2007.
- Das Gewicht der Seele. Sieben Verlag, Fischbachtal 2009.

### Kristina Reitmeier-Reihe
- Die Kälte in dir. Egmont-LYX, Stuttgart 2013, ISBN 978-3-8025-9289-8.
- Der Geist des Bösen. Egmont-LYX, Köln 2014, ISBN 978-3-8025-9290-4.
- Der Unsterblichmacher. Egmont-LYX, 2015; Kurzgeschichte, nur als E-Book erschienen.

### Fellinger-Reihe
- Eiskalter Hund – Fellingers erster Fall. Heyne, München 2018, ISBN 978-3-453-43869-9.
- Sau am Brett – Fellingers zweiter Fall. Heyne, München 2019, ISBN 978-3-453-43870-5.
- Hirschhornharakiri – Fellingers dritter Fall. Heyne, München 2020, ISBN 978-3-453-43981-8.

### Als Mark Neustädter
- Die Spur der Tränen. Sieben-Verlag, Reinheim 2015, ISBN 978-3-86443-312-2.

### Als Luis Sellano
- Portugiesisches Erbe. Heyne, München 2016, ISBN 978-3-453-41944-5.
- Portugiesische Rache. Heyne, München 2017, ISBN 978-3-453-41945-2.
- Portugiesische Tränen. Heyne, München 2018, ISBN 978-3-453-41946-9.
- Portugiesisches Blut. Heyne, München 2019, ISBN 978-3-453-43922-1.
- Portugiesische Wahrheit. Heyne, München 2020, ISBN 978-3-453-43923-8.
- Portugiesisches Schicksal. Heyne, München 2021, ISBN 978-3-453-42454-8.
- Portugiesisches Gift. Heyne, München 2022, ISBN 978-3-453-42455-5.
- Portugiesische Sünde. Heyne, München 2023, ISBN 978-3-453-44177-4.
- Portugiesischer Pakt. Heyne, München 2024, ISBN 978-3-453-44186-6.

### Als Max Korn
- Talberg 1935. Heyne, München 2021, ISBN 978-3-641-26499-4.
- Talberg 1977. Heyne, München 2022, ISBN 978-3-453-42460-9.
- Talberg 2022. Heyne, München 2022, ISBN 978-3-453-42461-6.